# Marc Giger
Marc Philipp Giger (27 maart 2004) is een Zwitsers voetballer die sinds januari 2025 uitkomt voor Union Sint-Gillis.

## Clubcarrière
Giger ruilde in 2022 de jeugdopleiding van Grasshopper Club Zürich voor FC Linth 04. Na één seizoen in de 1. Liga met Linth stapte Giger over naar FC Paradiso, dat in het seizoen 2023/24 zijn opwachting maakte in de Promotion League. Giger bleef hier slechts een half seizoen want in januari 2024 maakte de aanvaller, die in een half seizoen goed was geweest voor zeven competitiegoals, op huurbasis de overstap naar tweedeklasser FC Schaffhausen. Schaffhausen nam de aanvaller uiteindelijk definitief over van Paradiso.
In januari 2025 maakte Giger de overstap naar de Belgische vicekampioen Union Sint-Gillis, waar hij een contract tot medio 2029 ondertekende.
1 Chambaere ·
4 Rasmussen ·
5 Mac Allister ·
6 Van De Perre ·
7 Kabangu ·
8 Lazare ·
9 Ivanović ·
10 El Hadj ·
11 Teklab ·
12 David ·
13 Rodríguez ·
14 Imbrechts ·
15 Traoré ·
16 Burgess ·
19 François ·
21 Castro-Montes ·
23 Boufal ·
24 Vanhoutte ·
25 Khalaili ·
26 Sykes ·
27 Sadiki ·
28 Machida ·
48 Leysen ·
49 Moris  ·
77 Fuseini ·
85 Dony ·
Coach: Pocognoli
· Assistent-coach: Meert
· Assistent-coach: Kopyt
· Keeperstrainer: Hermans